# Джеймс Ентоні Лоусон

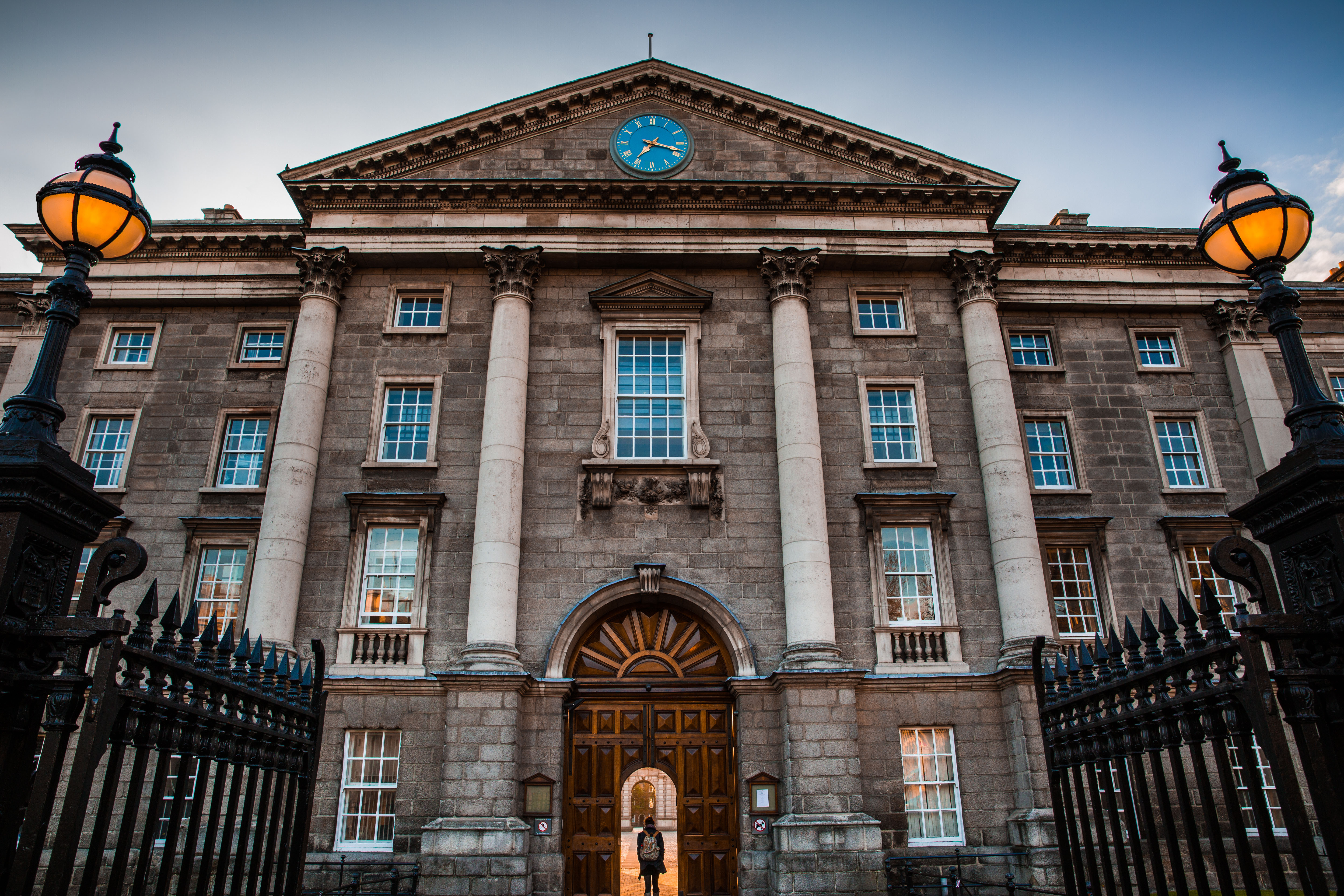
Трініті-коледж, Дублін.

Прапор феніїв – таємної організації борців за свободу Ірландії.

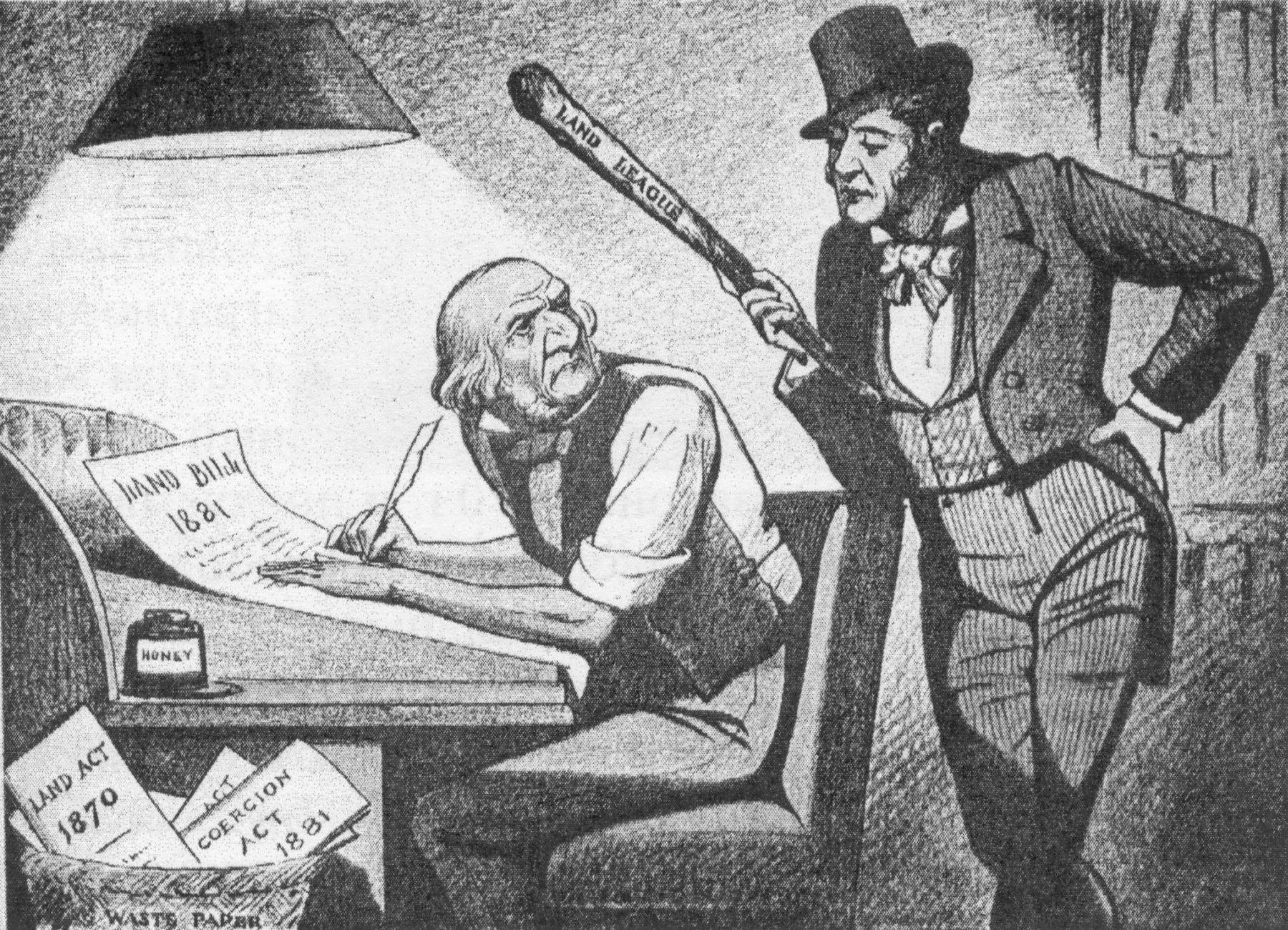
Вільям Гладстон під тиском Земельної Ліги. Карикатура близько 1880-х років.

Джеймс Ентоні Лоусон (1817 — 1887) — відомий ірландський вчений, суддя, юрист, політик, депутат парламенту Об’єднаного Королівства Великої Британії та Ірландії від Ірландії. 

## Життєпис

### Походження
Джеймс Ентоні Лоусон народився в графстві Вотерфорд, Ірландія. Він був старшим сином Джеймса Лоусона та його дружини Мері Ентоні, дочки Джозефа Ентоні. 

### Освіта
Джеймс Ентоні Лоусон здобув початкову та середню освіту в місцевій школі в графстві Вотерфорд. Потім вступив до Дублінського Трініті-коледжу, де він був обраний стипендіатом у 1836 році, отримав посаду старшого модератора в 1837 році та отримав золоту медаль і першокласні відзнаки з етики та логіки. Він отримав ступінь бакалавра в 1838 році, ступінь бакалавра права в 1841 році і ступінь магістра права в 1850 році. З 1840 по 1845 рік він працював професором політичної економії у Ватлі.

### Кар’єра
У 1840 році Джеймс Ентоні Лоусон почав працювати адвокатом і незабаром отримав хорошу практику, особливо в судах присяжних. 29 січня 1857 року він отримав посаду радника королеви, обраний суддею Королівських суду в Дубліні в 1861 році, виконував обов’язки юридичного радника лорд-лейтенанта Ірландії з 1858 по 1859 рік. Він був призначений генеральним соліситором Ірландії в лютому 1861 року і у 1865 році отримав посаду генерального прокурора Ірландії, був приведений до присяги як радник Таємної Ради Ірландії. 
Як генеральний прокурор йому довелося боротися зі змовою таємної організації феніїв у 1865 році. Він закрив і заборонив газету «Айріш Піпл» («Ірландський народ»), а лідерів руху феніїв  було заарештовано та притягнуто до відповідальності. 4 квітня 1857 року він безуспішно боровся за місце депутата парламенту від Дублінського університету, але 15 липня 1865 року виграв вибори в Портарлінгтоні висуваючись від партії лібералів. Однак він зазнав поразки на загальних виборах у грудні 1868 року. У грудні 1868 року він був призначений четвертим суддею Суду загальних позовів Ірландії, і обіймав цю посаду до червня 1882 року, коли його перевели до відділу суду Королівської лави.
Під час агітації Земельної ліги він головував на кількох важливих політичних процесах. 11 листопада 1882 року під час прогулянки на Кілдер-стріт у Дубліні його намагався вбити Патрік Делейні, якого згодом судили за вбивства у Фенікс-парку та який став інформатором Корони. У липні 1869 року Лоусон був призначений одним із уповноважених Ірландської церкви, 18 травня 1870 року став таємним радником в Англії, з березня по грудень 1874 року виконував обов’язки уповноваженого з питань Великої Державної Печатки Ірландії, був віце-президентом Дублінського статистичного товариства. і став доктором наук Оксфорда в 1884 році.

### Смерть
Джеймс Ентоні Лоусон помер у Шанкіллі, неподалік Дубліна, 10 серпня 1887 року. 

### Родина
У 1842 році Джеймс Ентоні Лоусон одружився з Джейн Меррік, старшою донькою Семюеля Мерріка з Корка, з якою він мав сина Джеймса. У 1860-х роках він побудував вікторіанський готичний особняк на березі моря в Шанкіллі під назвою Клонтра, що був спроектований архітектурною компанією Дін та Вудвард. 

## Наукові праці
- «П'ять лекцій з політичної економії», 1844.
- «Обов’язки та зобов’язання, пов’язані з комерційними відносинами. Лекція, 1855.
- «Промова на виборах членів парламенту Дублінського університету», 1857 р. Разом з Г. Коннором він склав «Звіти про справи у Високому суді канцелярії Ірландії за часів лорд-канцлера Сагдена», 1865 р.
- «Hymni Usitati Latine Redditi з іншими віршами». Кеган Пол, Тренч і компанія. 1883.
- «Століття ірландського правління» [Рукопис сера Томаса Ларкома, Барт], «Единбург Рев’ю», №. 336, 1886.